# プロジェクションマッピング

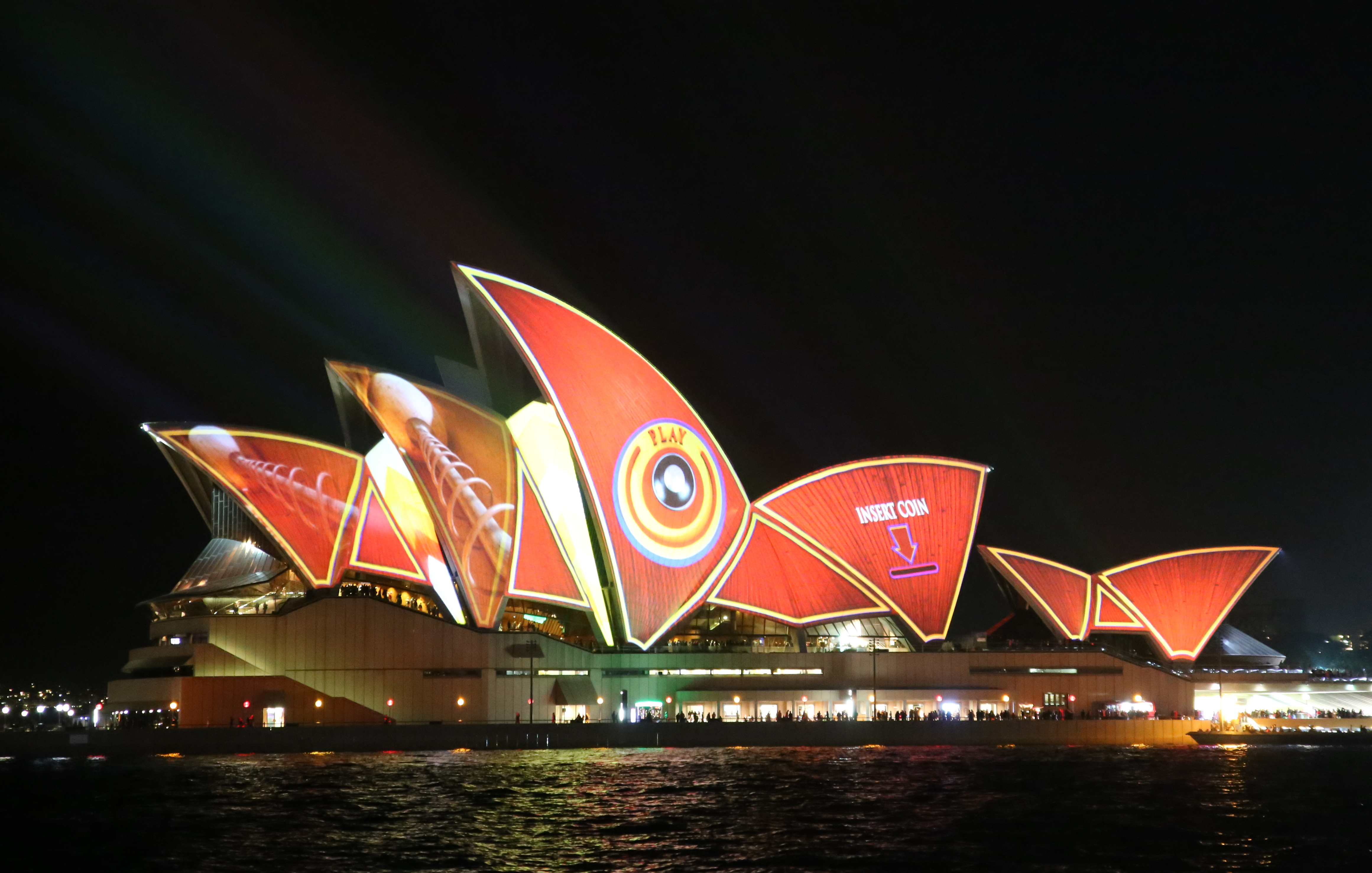
2013年シドニーオペラハウスでのVivid Sydney祭典の様子。プロジェクターによって建物に模様が投影されている。

プロジェクションマッピング（英: projection mapping）とは、プロジェクタ等の映写機器を用いて、立体物にCGなどの映像を投影する技術である。

## 概要
従来の映画のような平面スクリーンに映すものとの違いとして、"立体物”に映像を張り合わせる（マッピングする）ことがプロジェクションマッピングの特徴である。そのため、映像は立体を意識して作られている。ゆえに映画のような平面映像をただ建物に当てているものは厳密にはプロジェクションマッピングではない。

### 呼称
日本では”プロジェクションマッピング”という呼称が一般的であるが、非常に多い誤用として”プロジェクトマッピング”がある。プロジェクション（投影図）マッピング（張り合わせる）の2つの言葉が合わさってできている言葉である。また欧米ではビデオマッピング、マッピングプロジェクション、3Dプロジェクションマッピング、3Dマッピング、ビジュアルマッピングとも呼ばれており統一されていない。

### 映写される対象物
投影される対象は建築物だけでなく、靴、テーブルや椅子、額縁、広場、街そのもの、霧、空、湖、人体、部屋、米、楽器、樹木など、地球上のほぼすべてのものが実質的に投影可能である。

### 作成ソフトウェア
投影する映像は、一般的な動画編集ソフト（After EffectsやMotionなど）を使ってあらかじめ現場毎に専用の映像を作成する例と、専用のソフトウェアを使用する例がある。作成方法は図面などのデータから3Dでモデリングをしたり、写真を撮影して補正したりしながらパーツを作るという方法や、実際にプロジェクションをしながら対象のパーツや位置取りを行う方法がある。制作ソフト例
- Catalyst v5/MadMapper/Millumin/Pandorasbox/Resolume Arena/TouchDesigner/VDMX5/VPT (VideoProjectionTool)/WATCHOUT/HeavyM

## 歴史
プロジェクションマッピングの歴史は古く、1960年代からあったと言われている。
1969年にはアメリカのディズニーランドのホーンテッドマンションで実用化されていた。
1970年代にはライトショーなどに使われ始める。
1990年代には研究者やアーティストの表現手法として多く使われるようになる。しかし当時は光源の不足もあって現在のように表現できなかった。
2000年代から、高輝度のプロジェクターを使うようになり、屋外でもより明るく表現できるようになりプロジェクションマッピングなどと呼ばれ出し、YouTubeなどで話題を集めるようになった。
2008年の北京オリンピックの際のプロジェクションマッピングが世界で有名になるキッカケとなった。
2010年代中盤に入り、オープンソースなソフトウェアフレームワークの整備と、PC、プロジェクタ、無線ネットワークなどの機材が昔に比べ個人でも入手しやすくなり、学校や個人宅における実施例も見られるようになった。

### 日本
1968年の銀座のディスコ「キラージョーズ」（プロデュースは宮井陸郎、空間設計は早田保博）が商用利用の最初と思われる。この時はコダックのカルーゼル式プロジェクタが使用された。インテリア空間は音に反応し、変化するプロジェクションのスクリーンを兼ねるシルバーテントが使用された。映像演出は宮井陸郎が行った。
2002 FIFAワールドカップが日本単独で開催することを前提として、開催公約の一環として試合が行われていない会場に、3D立体映像を投影し試合の映像を上映する「バーチャルスタジアム」という試みがなされる予定であったが、大韓民国との共同主催となったため、規模を縮小せざるを得なかった。
2000年代には2003年から始まったOsaka光のルネサンスの「ウォールタペストリー」、2006年に京都で行われた「アーキテクチャープロジェクション」など行われた。
2004年京都・高台寺春の夜間特別拝観ライトアップ「四神相応」において波心庭の白砂、壁面、門、樹木にプロジェクターを用いて光の四神が映し出された。
2010年のライゾマティクスによるPerfume武道館ライブ演出でPerfumeメンバーの動きと同期したマッピングが行われ、最先端の表現技法として紹介されたことから一般層にこの技法が認知され、日本国内の各業界にも衝撃を与えることになった。
2012年9月にはJR東京駅の丸の内駅舎で利用され、大型施設の壁面を用いてプロジェクションマッピングを実施可能なことが日本の一般層にも広く認知されるようになった。

## 制作の流れ
一般的なプロジェクションマッピングが制作、投影されるまでの流れをここに記す。
- イベント等のプロジェクトが開始。

- マッピングされる建物や場所などの選定。

- マッピングされる建物や場所の許可を、場合によっては地方自治体に申請。また会場のセキュリティ、機材の確認。

- クリエイターの募集、選定。

- 現地でのマッピングされる“建物の3Dデータ”を作成。

- それを元にクリエイターが映像データを作成。

- 必要な場合、音楽も作成。

- 現地にてテストマッピングをし、映像や音の同期、建物への当て具合など最終調整。

- 投影。

## マッピングフェスティバル
世界各地で長年開催されていたライトインスタレーションフェスティバルに、2010年代以降、プロジェクションマッピングが個人でも作れるようになった事、また巨大で分かりやすいという点から、新しくマッピング作品が加わる機会が増えてきた。あくまでライトフェスティバルの一部としてマッピングが上映されるものから、マッピングオンリーのフェスティバルのイベントも生まれ始めた。また現在欧州で開催されることが多く、そのため夜の長い秋～冬～春にかけての開催が比較的多い。
- Genius Loci（ドイツ）
- Artvision（ロシア）
- imapp（ルーマニア） - 地球上の建築物で2番目に大きな建物「国民の館」に投影される[注 1]。
- Festival of Lights（ドイツ）
- Light Move Festival (ポーランド)
- 1minute Projection Mapping (日本)
- 東京国際プロジェクションマッピングアワード(日本)
- Luminare（ドイツ）
- Sónar Barcelona （スペイン）
- Signal Festival (チェコ）

## 日本国内での例

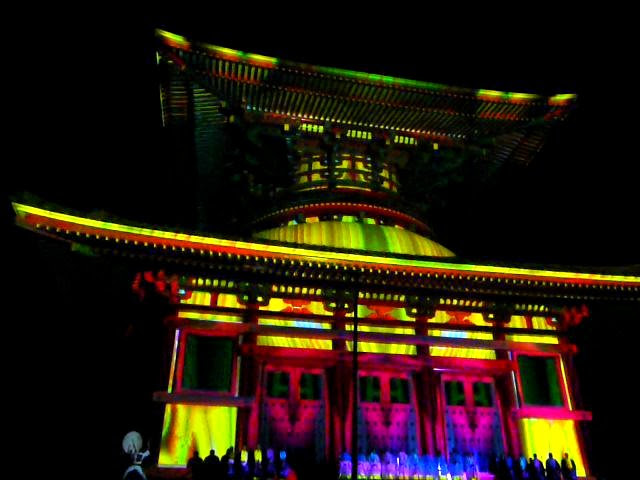
金剛峯寺・根本大塔で行われたプロジェクションマッピング

- 東京駅[3]、姫路城[4][5][6][7]、会津若松城[8]、丸亀城[9]、赤穂城[10]、橿原神宮[11]、
- 円融寺[12]、砂の美術館[13]、逗子メディアアートフェスティバル[14]、ドックヤードガーデン[15]、そごう柏店[16]
- 日本大学藝術学部[17]、『天使のくれた奇跡』 - ユニバーサル・スタジオ・ジャパンのショー（2008年 - ）。
- 『ワンス・アポン・ア・タイム』 - 東京ディズニーランドのショー（2014 - 2017年）。シンデレラ城にプロジェクションマッピングで投影している。
- 『Celebrate! Tokyo Disneyland』 - 東京ディズニーランドのショー（2018 - 2019年）。東京ディズニーリゾート35周年限定のプロジェクションマッピング
- 『殺人偏差値70』 - 2014年7月2日に日本テレビ系列で放送されたテレビドラマ。テレビドラマとしては初めてプロジェクションマッピングが用いられた。
- ブレスホテル（神奈川県藤沢市）[18] - 「BREATH THE ILLUSION」（101号室）に常設。映像はNAKED[19]が担当。
- さっぽろ雪まつり（世界で初めて雪像に投影された）
- フェスタin大谷 - 大谷資料館の地下空間（大谷石採掘場跡）に投影[20][21]
- 高野山・金剛峯寺 - 高野山開創1200年記念大法会事業で、2015年（平成27年）5月12日から17日まで、根本大塔を背景にし『南無大師遍照金剛』をテーマとし、プロジェクションマッピングとレーザーによる光の饗宴が行われた[22]。
- 東京都庁第一本庁舎 - 2024年2月25日から4月下旬まで『TOKYO Night & Light』として庁舎の壁面に投影。「最大の建築物へのプロジェクションマッピングの常設展示」としてギネス世界記録に認定された[23]。
- ANIME TOKYO NIGHT - 2025年3月15日から23日まで、としま区民センターの壁面にアニメ『葬送のフリーレン』、『ダンダダン』、『【推しの子】』、『WIND BREAKER』のプロジェクションマッピングが投影される。[24]

## 日本国外での例
- ギマランイス（ポルトガル）[25]、サンティアゴ・デ・コンポステーラ大聖堂（スペイン）[26]
- Mapping Festival[27]、O-micron[28]、Samsung at Beurs van Berlage[29]、アスタナ・オペラ（カザフスタン）[30]

## 小型、屋内での事例
- The Icebook[31]、Chair[32]、Gakubuchi[33]、New Balance[34]、360° 3D Mapping Projection with Rabarama[35]
- PANORAMA FANTASY、DREAMSPHERE GRAND CROSS - 業務用ゲーム機で技術が使用されている例。
- MARUMITSU[36]
- ハコビジョン - 玩具として製品化。
- アステカ - エレクトロコインジャパンのパチスロ機。パチンコパチスロ業界初のプロジェクションマッピング。
- Barliminal[37] - 六本木レストラン&バー、店内17台のプロジェクターと最大290°のマッピング演出。